# Corella, Filippinerna
Corella (Bayan ng Corella) är en kommun i Filippinerna. Kommunen tillhör provinsen Bohol och ligger på ön med samma namn. Folkmängden uppgår till 6 048 invånare.
Corella är indelat i 8 barangayer.

## Bildgalleri

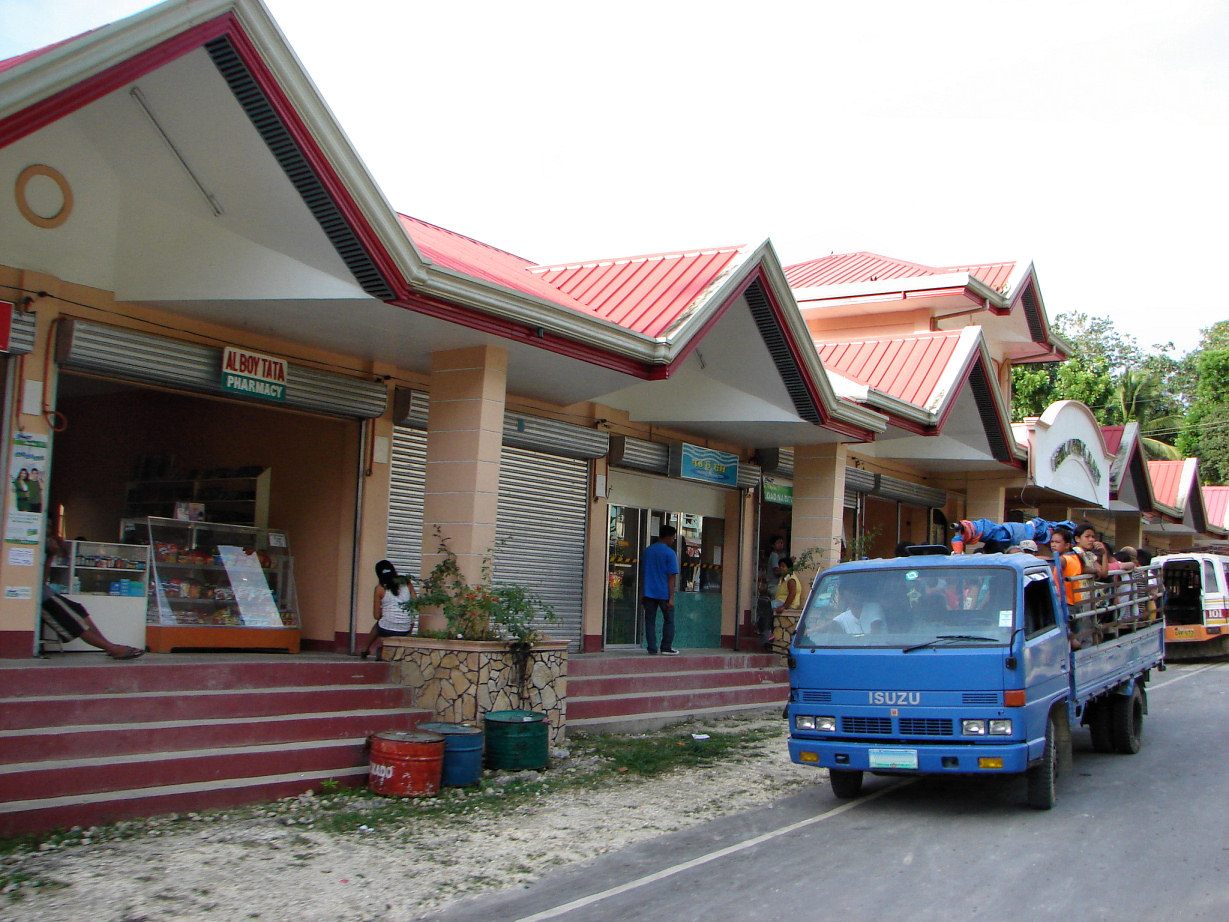
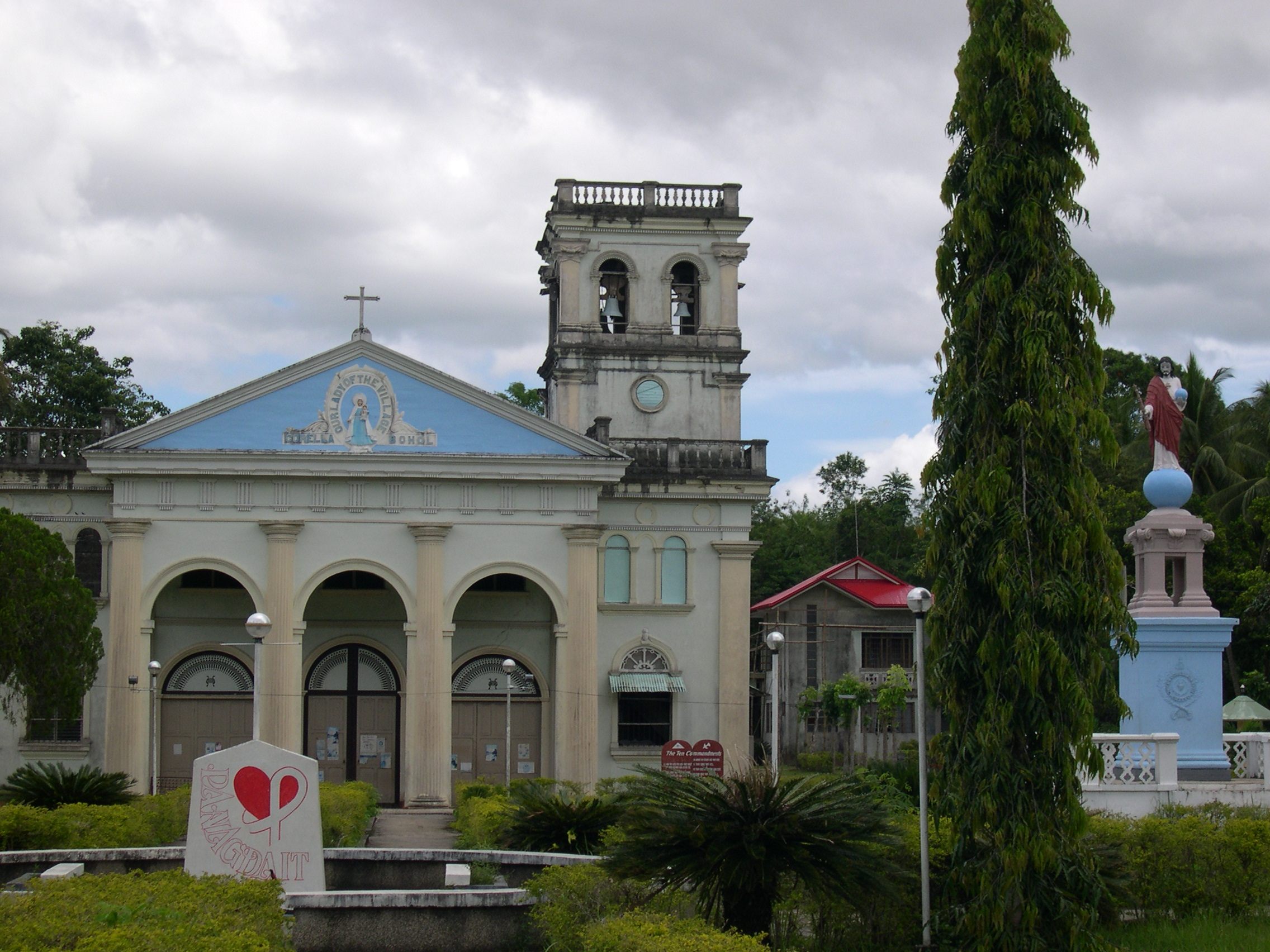
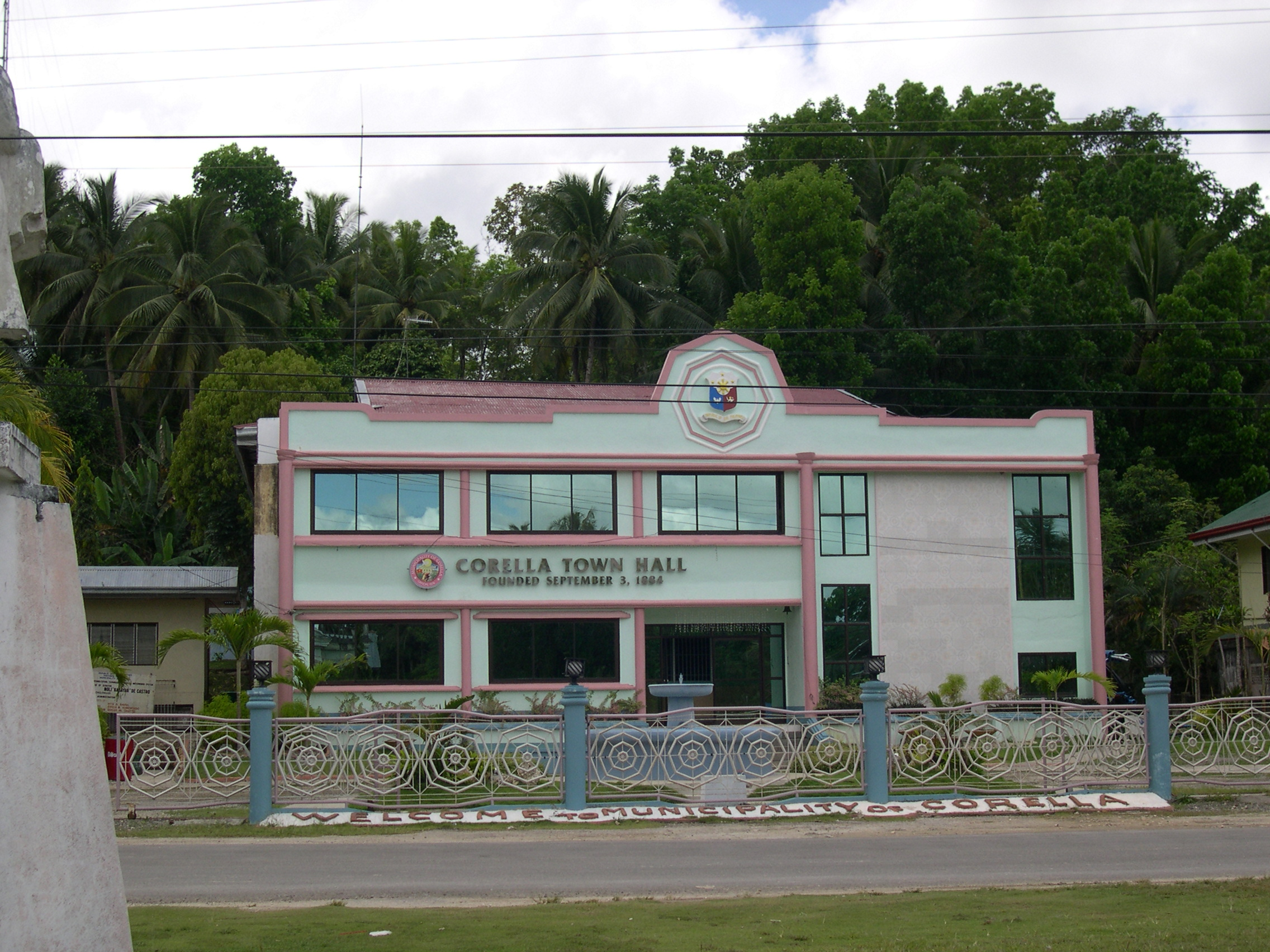